# Улица Вяйке-Патарей
У́лица Вя́йке-Па́тарей (эст. Väike-Patarei tänav — Малая Батарейная улица) — улица в Таллине, столице Эстонии. 

## География
Пролегает в микрорайоне Каламая городского района Пыхья-Таллинн. Начинается от улицы Суур-Патарей, заканчивается у улицы Вана-Каламая. Находится в быстроразвивающемся районе недалеко от Старого города, Горхолла и Лётной гавани, где новая градостроительная застройка основывается на местных архитектурно-исторических особенностях и направлена на создание гармоничной жилой среды. Недалеко от улицы находится Батарейная тюрьма (памятник культуры).
Протяжённость улицы — 329 м.

## История
В конце XIX века — начале XX века улица называлась Малая Батарейная улица (эст. Veike-Battarei tänav, Väike-Batarei tänav, нем. Kleine Batteriestraße).
Общественный транспорт по улице не курсирует.

## Застройка

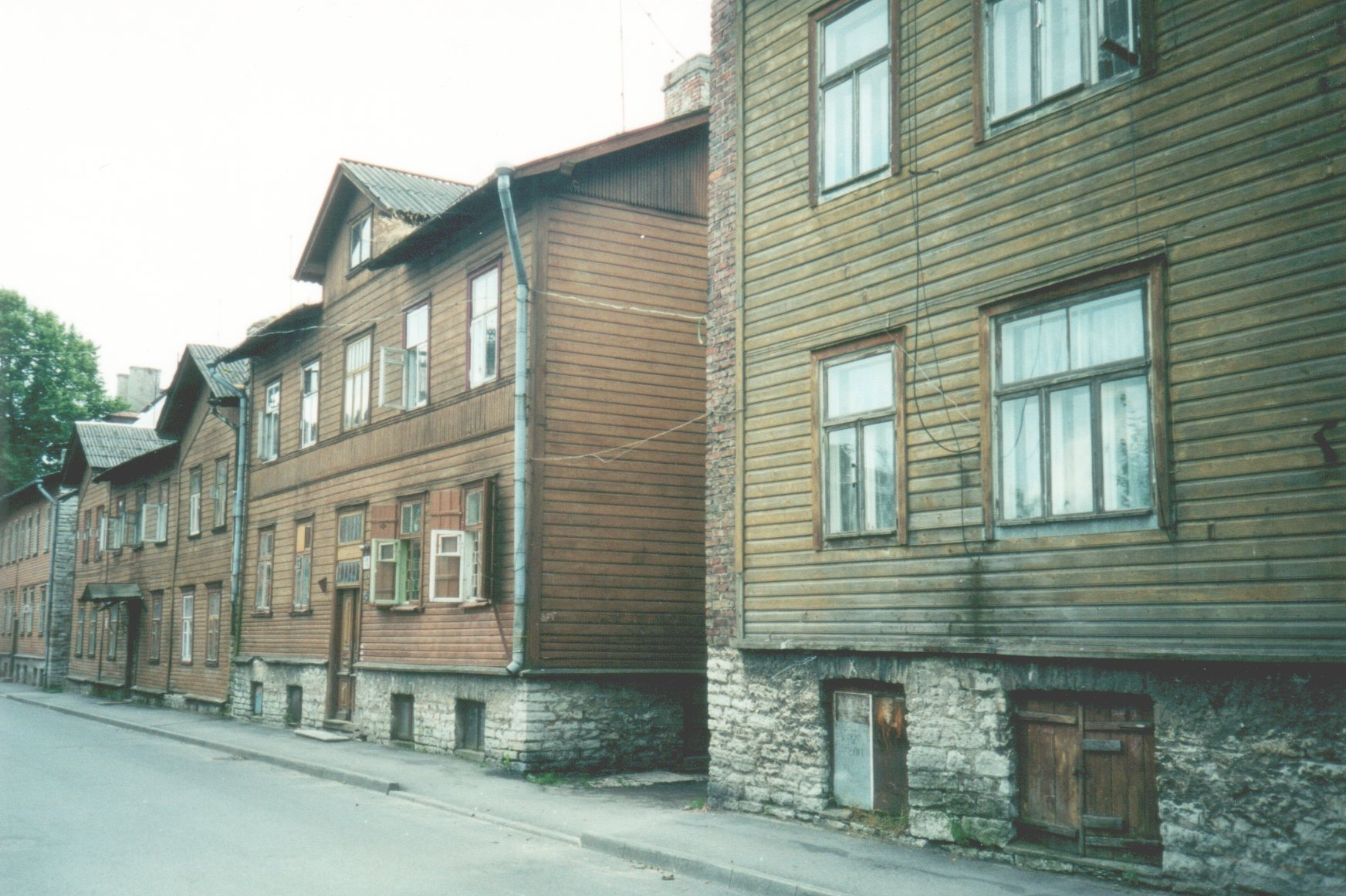
Улица Вяйке-Патарей в 2001 году

До начала 2010-х годов застройка улицы состояла в основном из двухэтажных деревянных жилых домов конца XIX века — первой половины XX века. Затем началась реновация старых зданий и возведение современных малоэтажных квартирных домов.
Старинное двухэтажное здание № 5 было реновировано в 2000 году в рамках эстонско-шведской программы «Österled», и в нём открылся Информационный центр сберегающего реновирования (эст. Säästva Renoveerimise Infokeskus, англ. Information Centre for Sustainable Renovation).
На грунте Väike-Patarei tn 1 в 2000 году были возведены четыре четырёхэтажных квартирных дома. Трёхэтажный квартирный дом № 14 был построен в 2019 году, дом № 12 — в 2020 году.

## Памятник архитектуры
- Väike-Patarei tn 10 — офицерская казарма, примечательный образец исторической милитаристской архитектуры.

Была построена в конце XIX века для нужд царской армии. В начале Освободительной войны здесь располагался штаб Таллинского 1-го отделения Кайтселийта и Управление снабжения сил обороны, в начале 1919 года в доме недолгое время размещался резервный батальон. В дальнейшем здание использовалось несколькими государственными учреждениями, в настоящее время это квартирный дом.
Двухэтажное здание имеет фасады из красного кирпича и низкий плитняковый цоколь. Фасад украшен кирпичами, уложенными в узор; под верхним карнизом кирпичный зубчатый фриз; первый и второй этажи разделяет промежуточный карниз. Сохранились проёмы с деревянными рамами и деревянная двустворчатая дверь главного фасада с фрамугой. В подъездах сохранились оригинальные лестницы из плитняка и лестничные перила, а также плиточный настил. На фасаде установлены мемориальные доски генерал-майору Отто Штернбеку (1984–1941; открыта в 2001 году) и Александру Блоку, который останавливался в этом доме у своей матери в 1907—1910 годах.